# Шина — королева джунглів
«Шина — королева джунглів» (англ. Sheena) — британсько-американський пригодницький фільм режиссера Джона Гіллерміна за оповіданням Девіда Ньюмана і Леслі Стівенса та коміксу «Шина — королева джунглів» С. М. Ейгера і Вілла Айснера. Прем'єра фільму відбулася 17 серпня 1984 року. У головній ролі — Таня Робертс.

## Сюжет
Шина була дитиною сімейної пари вчених, які шукали нові ліки на землях племені замбулі, але трагічно загинули під час обвалу печери. Дівчинку взяла на виховання місцева шаманка, вбачаючи в тому здійснення пророцтва про те, що біла дівчинка стане спасителем їхньої землі. Названа мати навчає її мистецтва управління тваринами. Роки потому в африканській країні через вбивство монарха до влади приходить його підступний брат, який хоче продати землі племені для розробки родовищ, але Шина вступає в жестоке протистояння з агресорами. Й в неї знаходиться помічник із зовнішнього світу, підкорений красою королеви джунглів.

## У ролях
| Актор         | Роль                |
| ------------- | ------------------- |
| Таня Робертс  | Шина                |
| Тед Восс      | Вік Кейсі           |
| Донован Скотт | Флетчер             |
| Елізабет Торо | відьма              |
| Майкл Шеннон  | Філіп Еймс          |
| Ненси Пол     | Бетсі Еймс          |
| Нік Брімбл    | Ведман              |
| Джон Форджем  | полковник Йоргенсен |

## Знімальна група
- Режисер-постановник — Джон Гіллермін
- Сценаристи — Девід Ньюман, Лоренцо Семпл-молодший.
- Продюсер — Пол Аратоу
- Оператор — Паскуаліно Де Сантіс
- Композитор — Річард Гартлі

## Історія створення
Продюсер Пол Аратоу задумав створення фільму ще у 1974 році, і йому вдалося зацікавити в тому кінокомпанію «Universal Studios». За словами Аратоу, спочатку все здавалося доволі простим — через два місяці в нього вже був офіс на кіностудії, і Ракель Велч мала стати виконавицею головної ролі. Спочатку «Universal Studios» виділила на зйомки близько 65 тисяч доларів, однак потім компанія вирішила відмовитись від виробництва фільму.
У пошуках фінансування Аратоу звертався зі своєю ідеєю в ряд інших кінокомпаній. Зокрема, продюсер Майк Медавой з «United Artists» погодився профінансувати новий сценарій. Компанія вклала 85 тисяч доларів, і сценарій написали Майкл Шефф і Девід Спектор. Та коли Медавой покинув «United Artists», ідея знову лишилася без продовження.
В решті решт 1980 року Френк Прайс, голова виробництва компанії «Columbia Pictures», погодився профінансувати виробництво фільму з бюджетом в 7—10 млн доларів.
Зйомки фільму почалися 21 серпня 1983 року та тривали протягом семи місяців в Кенії зі всіма можливими труднощами, пов'язаними з натурними зйомками. Відповідальний за роботу з тваринами дресувальник Г'юберт Веллс розповідав: «Ми доправили літаком слона, носорога, п'ятеро левів, чотирьох леопардів, чотирьох шимпанзе, п'ятеро коней та шістнадцять птахів. Це була найбільше постачання тварин «назад» до Африки, й роздобути усі необхідні дозволи, щоб завезти їх в країну й потім вивезти назад, було надлюдським завданням». Попри труднощі, Веллс поставився до роботи з захопленням і розраховував на продовження фільму, яке так і не вийшло.

## Номінації
Стрічка отримала п'ять номінацій на антипремію Золота малина 1985 року:
- Номінація на найгіршу виконавицю головної жіночої ролі (Таня Робертс)
- Номінація на найгіршого режисера (Джон Гіллермін)
- Номінація на найгірший фільм (Пол Аратоу)
- Номінація на найгіршу музику до фільму (Річард Гартлі)
- Номінація на найгірший сценарій (Лоренцо Семпл-молодший, Девід Ньюман, Леслі Стівенс)